# Daniel Jiménez
Daniel 'Dani' Jiménez López (ur. 5 marca 1990 w Lebriji) – hiszpański piłkarz występujący na pozycji bramkarza w AD Alcorcón.